# Spirit 101D
Der Spirit 101D war ein Rennwagen des britischen Motorsportteams Spirit Racing, der in der Formel-1-Weltmeisterschaft 1985 eingesetzt wurde. Der 101D basierte technisch auf seinem Vorgänger 101B. Er ging nur bei drei Rennen an den Start; danach stellte Spirit den Formel-1-Betrieb ein.

## Entstehungsgeschichte

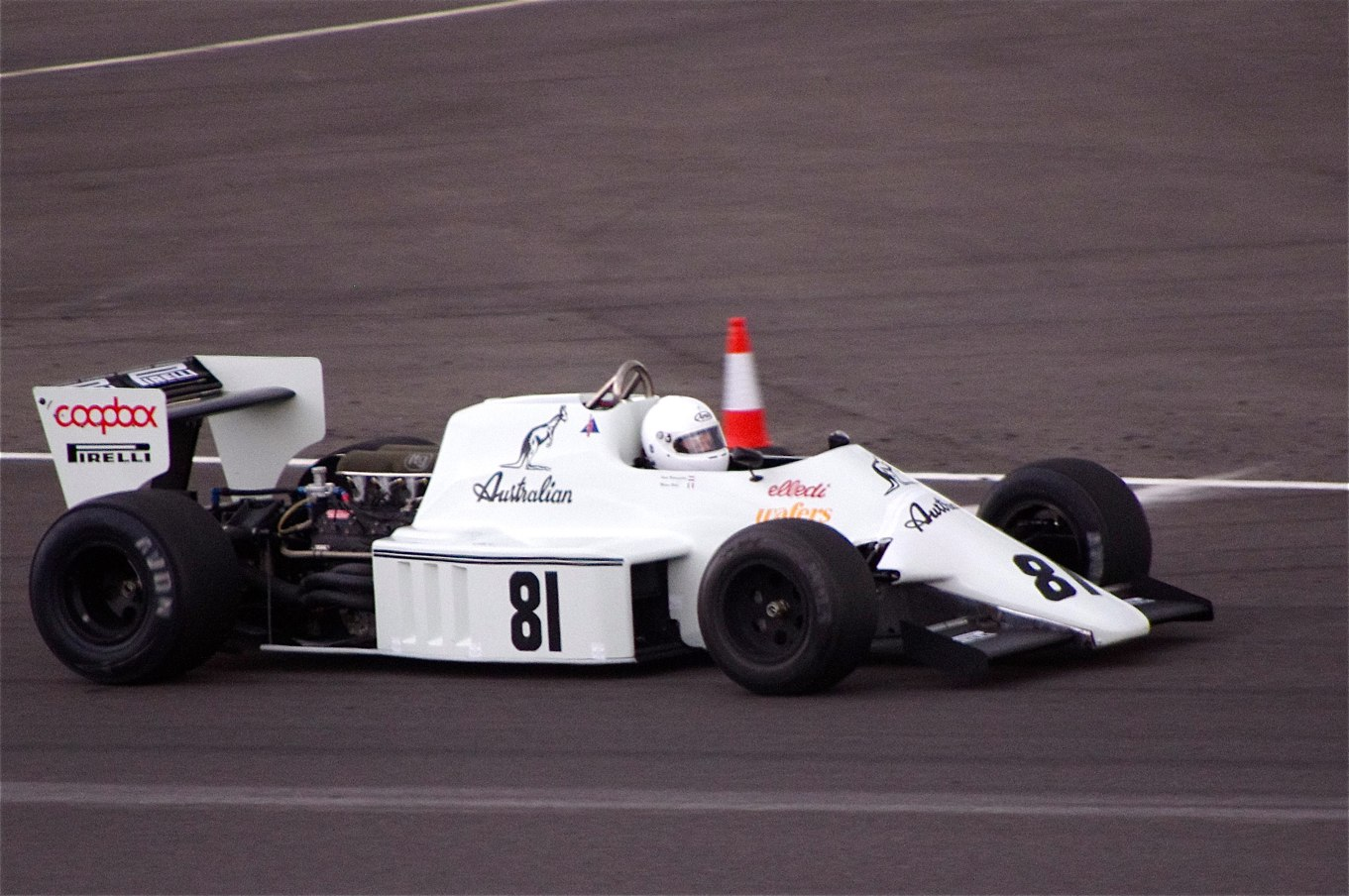
Basismodell: Spirit 101B von 1984

Spirit Racing war 1981 von ehemaligen Mitarbeitern des Rennwagenherstellers March Engineering gegründet worden. Ziel des Unternehmens war es, den japanischen Motorenhersteller Honda in die Formel 1 zu bringen. Nach einer Debütsaison in der Formel-2-Europameisterschaft 1982, in der Spirit ein selbst entwickeltes Chassis und Motoren von Honda eingesetzt hatte, erschien das Team beim Großen Preis von Großbritannien 1983 mit neu konstruierten Honda-Turbomotoren (Honda 163E V6) in der Formel-1-Weltmeisterschaft. Spirit diente Honda dabei als Entwicklungsstation; die Renneinsätze der Saison 1983 machten auf den Rennfahrer Stefan Johansson den Eindruck von reinen Testläufen. Für die Saison 1984 wechselte Honda entgegen den Hoffnungen von Spirit Racing exklusiv zum Spitzenteam Williams. Spirit fuhr 1984 stattdessen mit vergleichsweise leistungsschwachen Turbomotoren von Hart, die Honda finanzierte. Einsatzfahrzeug war in diesem Jahr der Spirit 101B, dessen Basisversion  das Team ursprünglich als Spirit 101 für Honda-Motoren konstruiert hatte und der nach Anpassungen an Harts Vierzylinderblöcke zur B-Version geworden worden war.
Für die Saison 1985 erhielt Spirit keine finanzielle Unterstützung von Honda mehr. Zunächst war nicht sicher, ob das Team seine dritte Formel-1-Saison würde starten können. Über die Winterpause 1984/85 hatte Spirit den 101B zum 101D weiterentwickelt. Anfänglich war Spirit mit dem Rennfahrer Jo Gartner in Verhandlungen, der 1983 und 1984 Spirits altes Formel-2-Auto als Kundenfahrzeug in der Formel-2-Europameisterschaft eingesetzt hatte. Gartner wurde letztlich von Mauro Baldi verdrängt, der dem Team mehr Sponsoren mitbrachte als Gartner und so die Mittel für die ersten vier Saisonrennen mit dem Spirit 101D sicherte. Für den bevorstehenden Großen Preis von Kanada schloss Spirit einen Vertrag mit dem kanadischen Rennfahrer Allen Berg. Zu diesem Rennen trat das Team aber nicht mehr an. 
Nach dem dritten Rennen beendete Spirit das Formel-1-Engagement. Unmittelbarer Auslöser war das britische Toleman-Team, das wie Spirit auf Hart-Motoren setzte. Toleman war Anfang 1985 in eine Auseinandersetzung mit beiden in der Formel 1 engagierten Reifenlieferanten geraten und hatte für die ersten drei Rennen des Jahres 1985 keine Reifen erhalten. Für einen sechsstelligen Betrag übertrug Spirit daraufhin die Rechte aus seinem Vertrag mit Pirelli an die Benetton Group, den Sponsor des Toleman-Teams, der sie an Toleman weiterleitete. Toleman ging damit ab dem vierten Rennen der Saison an den Start, während Spirit den Betrieb einstellte.

## Modellbeschreibung
Der Spirit 101D hatte wie sein Vorgänger ein Monocoque, das teilweise aus Kunststoff bestand. Einige Teile waren aus Aluminium. Das Monocoque war 1984 bei dem britischen Spezialisten John Thompson entstanden. Die Kühler befanden sich seitlich auf der Höhe des Fahrersitzes. Das Cockpit und der Tank waren voll verkleidet, der Motor hingegen war offen. Die Luftzufuhr für die Turbolader erfolgte über runde seitliche Einlassöffnungen, die am hinteren Ende der Seitenkästen angeordnet und in NACA-Profile eingebettet waren.
Der 101D erhielt eine neue Radaufhängung mit Schubstreben, die Coppock bereits 1984 für den 101B konstruiert hatte, dort aus finanziellen Gründen aber nicht hatte ausführen können. Die Anlenkpunkte am Chassis blieben allerdings unverändert.
Als Antrieb diente wie beim 101B von 1984 ein Vierzylinder-Turbomotor von Hart Racing Engines.

## Produktion
Spirit baute nacheinander zwei Exemplare des 101D. Das erste Auto (101D1) war eine umgebaute Version des zweiten 101B (101B/2) von 1984. Es kam bei den ersten beiden Rennen der Saison 1985 zum Einsatz. Nach einem schweren Unfall beim Großen Preis von Portugal gab Spirit den ersten 101D auf und baute für das anschließende Rennen in San Marino ein neues Chassis auf (101D2), das ein neues Monocoque erhielt und ansonsten viele Teile vom ersten 101B verwendete.

## Renneinsätze
Der Spirit 101D erschien zum ersten Rennen der Saison 1985 in Brasilien. Im Training qualifizierte sich Baldi als Vorletzter. Er konnte den neuen, noch mit einem Cosworth-DFV-Motor ausgestatteten Minardi M185 von Pierluigi Martini deutlich hinter sich lassen, hatte aber zum Drittletzten der Qualifikation – Stefan Johansson im Tyrrell 012 mit Saugmotor – einen ebenso großen Abstand. Im Rennen platzte bereits in der siebenten Runde der Turbolader, sodass Baldi ausfiel. Beim anschließenden Großen Preis von Portugal ging Baldi von Platz 24 ins Rennen und schied nach 19 Runden infolge eines Fahrfehlers aus. Dabei beschädigte er das Auto erheblich. Beim Großen Preis von San Marino in Imola qualifizierte sich Baldi mit 9,5 Sekunden Rückstand auf die Pole-Zeit von Ayrton Senna als Letzter. Selbst die letzten verbliebenen Saugmotorwagen, die Tyrrell von Martin Brundle und Stefan Bellof, waren eine halbe bzw. eine ganze Sekunde schneller gewesen. Im Rennen schied Baldi nach neun Runden nach einem Elektrikdefekt aus.

## Resultate
| Saison                          | Nr.                             | 1   | 2   | 3   | 4 | 5 | 6 | 7 | 8 | 9 | 10 | 11 | 12 | 13 | 14 | 15 | 16 | Punkte | Rang |
| ------------------------------- | ------------------------------- | --- | --- | --- | - | - | - | - | - | - | -- | -- | -- | -- | -- | -- | -- | ------ | ---- |
| Formel-1-Weltmeisterschaft 1985 | Formel-1-Weltmeisterschaft 1985 |     |     |     |   |   |   |   |   |   |    |    |    |    |    |    |    | 0      | –    |
| M. Baldi                        | 21                              | DNF | DNF | DNF |   |   |   |   |   |   |    |    |    |    |    |    |    | 0      | –    |